# ざこばの場
ざこばの場（ざこばのば）は、朝日放送（ABCラジオ）で2005年度と2006年度の下半期・プロ野球オフシーズンに放送されていたトーク番組であった。
2005年10月8日-2006年3月25日に、毎週土曜日の19:30-20:00に放送された。2006年3月25日の放送でいったん終了になったが、2006年度も毎週土曜日19:30-20:00に放送されることになった。
番組は落語家の桂ざこばが、娘でタレントの関口まいと親子でパーソナリティーを務めるもので、大阪・ミナミにある居酒屋（ざこばのいう隠れ家）を舞台にざこば親子、また時にはざこばの弟子らをゲストに迎え、高座やテレビなどでは見せない、素のざこばの魅力をさらけ出し、またプライベートのトークも展開していくというものであった。
| スタブアイコン | サブスタブ | この項目は、まだ閲覧者の調べものの参照としては役立たない、ラジオ番組に関連した書きかけの項目です。この項目を加筆・訂正などしてくださる協力者を求めています（P:ラジオ/PJ:放送番組）。 |